# Serhij Kiwałow

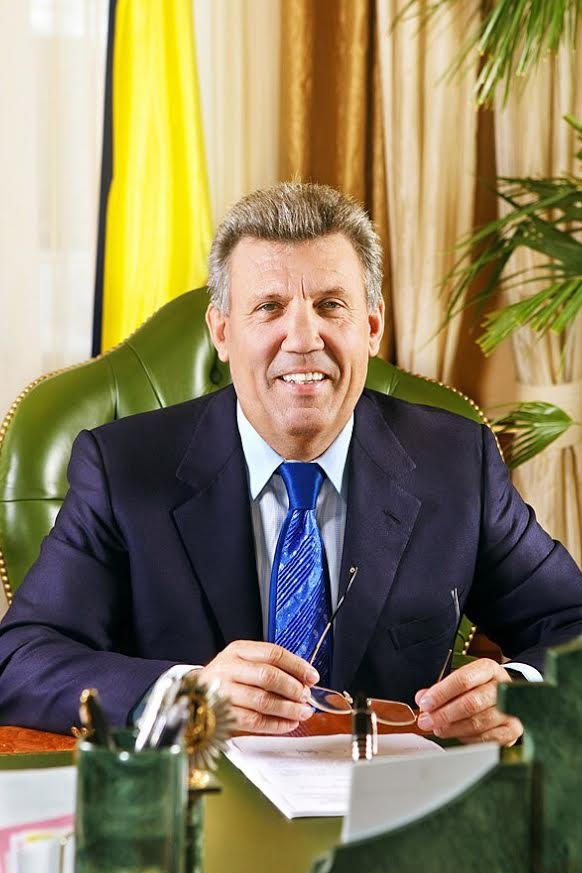
Serhij Kiwałow

Serhij Wasylowycz Kiwałow, ukr. Сергій Васильович Ківалов (ur. 1 maja 1954 w Tyraspolu) – ukraiński polityk i prawnik.

## Życiorys
Ukończył studia prawnicze w instytucie prawniczym w Swerdłowśku. Obronił następnie doktorat, a w 1997 otrzymał tytuł naukowy profesora. W 1976 rozpoczął działalność naukową. W drugiej połowie lat 80. wykładał w szkole milicji w Odessie. Pełnił dwukrotnie funkcję rektora Odeskiej Narodowej Akademii Prawniczej. Opublikował około 150 prac naukowych.
Od 1998 do 2004 sprawował mandat deputowanego do Rady Najwyższej. W 2004 odszedł z parlamentu, obejmując stanowisko przewodniczącego Ukraińskiej Komisji Wyborczej. Sprawował ten urząd w trakcie wyborów prezydenckich na Ukrainie w tym samym roku, był oskarżany przez opozycję o fałszowanie ich wyników na korzyść Wiktora Janukowycza (popieranego m.in. przez marginalną Ukraińską Partię Morską, którą od 2001 kierował właśnie Serhij Kiwałow).
Przed powtórzoną drugą turą wyborów odszedł z urzędu i powrócił na uczelnię. W 2006, 2007 i 2012 ponownie uzyskiwał mandat poselski z ramienia Partii Regionów. Zasiadał we władzach krajowych tego ugrupowania. W 2014 formalnie powrócił do Ukraińskiej Partii Morskiej, z powodzeniem jako niezależny ubiegał się o poselską reelekcję.